# Vincent Van Peteghem
Vincent Van Peteghem (Gent, 28 oktober 1980) is een Belgisch politicus voor CD&V, titelvoerend burgemeester van de Oost-Vlaamse gemeente Nazareth-De Pinte en federaal minister van Begroting en vicepremier in de regering-De Wever.

## Levensloop
Vincent Van Peteghem liep school aan het Don Boscocollege Zwijnaarde. Hij behaalde in 2002 het diploma van licentiaat in de Toegepaste Economische Wetenschappen aan de Universiteit Gent en behaalde er in 2003 een master in het Management van Overheidsorganisaties, na proefschriften over de NMBS en de Belgische partijfinanciering. Hij begon vervolgens aan een academische carrière als doctoraatsstudent en was van 2006 tot 2010 universiteitsassistent. In 2010 behaalde hij een doctoraat in de toegepaste economische wetenschappen over de verbetering en de optimalisatie van economische processen en nadien was hij tot 2011 postdoctoraal onderzoeker aan de Universiteit Gent. Van 2011 tot 2012 was hij lector operations management en nadien van 2012 tot 2020 professor management en directeur onderwijsinnovatie aan de EDHEC Business School van Rijsel.
Net als zijn vader Martin Van Peteghem, die tot 2012 burgemeester van De Pinte was, werd hij politiek actief voor de CD&V. Van 2010 tot 2013 was hij voorzitter van de Oost-Vlaamse jongerenafdeling van de partij. In 2016 werd hij lid van het partijbestuur van CD&V. Bij de lokale verkiezingen van 2012 werd hij verkozen tot gemeenteraadslid van De Pinte en werd er CD&V-fractieleider in de gemeenteraad.
Bij de verkiezingen van 2014 stond Vincent Van Peteghem als tweede opvolger op de Oost-Vlaamse CD&V-kieslijst voor de Kamer van volksvertegenwoordigers en behaalde 6.680 voorkeurstemmen. Nadat eerste opvolger Sarah Claerhout, die staatssecretaris Pieter De Crem verving, eind oktober 2016 ontslag nam als Kamerlid, volgde Van Peteghem haar op 10 november 2016 op in de Kamer. Hij werd er lid van de commissie Buitenlandse Betrekkingen en liet zich opmerken in de onderzoekscommissie Kazachgate en de werkgroep Politieke Vernieuwing. Hij bleef de functie van Kamerlid uitoefenen tot in 2019.
Bij de gemeenteraadsverkiezingen van 14 oktober 2018 behaalde hij als lijsttrekker voor CD&V in De Pinte 41,3 procent van de stemmen, wat goed was voor twee extra zetels (van 8 naar 10). Diezelfde avond kondigde hij een nieuwe coalitie aan tussen CD&V en N-VA. Begin januari 2019 werd Vincent Van Peteghem burgemeester van De Pinte.  Na zijn benoeming tot minister in oktober 2020 werd Lieve Van Lancker aangesteld als waarnemend burgemeester.
Bij de verkiezingen van mei 2019 stond Van Peteghem op de derde plaats van de Oost-Vlaamse CD&V-lijst voor het Vlaams Parlement. Hij werd verkozen met 12.650 voorkeurstemmen en zetelde in het Vlaams Parlement tot in oktober 2020.
Na de verkiezingen van mei 2019 was Van Peteghem woordvoerder van de zogeheten Twaalf Apostelen, een interne werkgroep binnen CD&V die de verkiezingsnederlaag van de partij moest analyseren. In oktober 2019 stelde hij zich kandidaat voor het voorzitterschap van CD&V. Hij behaalde in de eerste ronde van de voorzittersverkiezingen op 18 november 2019 de vierde plaats met 12 procent van de stemmen, niet genoeg om door te gaan naar de tweede ronde.
Op 1 oktober 2020 legde hij de eed af als vicepremier en minister van Financiën, belast met de Coördinatie van de fraudebestrijding, in de regering-De Croo. Op 28 juni 2022 werd hij tevens bevoegd over de Nationale Loterij, nadat de bevoegde staatssecretaris Sammy Mahdi ontslag had genomen uit de regering-De Croo om voorzitter te worden van CD&V. Als minister van Financiën probeerde Van Peteghem een fiscale hervorming door te voeren met een verschuiving van belastingen op arbeid naar vermogen en consumptie, die door grote verdeeldheid in de regering echter niet van de grond kwam, en lanceerde hij een staatsbon om banken te stimuleren om hun spaarrentes te verhogen.
Bij de federale verkiezingen van juni 2024 was Van Peteghem CD&V-lijsttrekker in de kieskring Oost-Vlaanderen en werd hij met 52.807 voorkeurstemmen verkozen in de Kamer van volksvertegenwoordigers, waar hij tot in februari 2025 bleef zetelen.
In oktober 2024 voerde Van Peteghem de CD&V-lijst aan in de toekomstige fusiegemeente Nazareth-De Pinte, waar De Pinte begin 2025 in opging. Deze behaalde een absolute meerderheid en vervolgens werd Van Peteghem de eerste burgemeester van deze gemeente. Op 2 januari 2025 werd hij beëdigd. Vanwege Van Peteghems ministeriële functies werd Thomas Van Ongeval aangesteld tot waarnemend burgemeester.
Na de installatie van de regering-De Wever in februari 2025 bleef Van Peteghem federaal vicepremier voor zijn partij. Daarnaast werd hij minister van Begroting, belast met Administratieve Vereenvoudiging.